# Debra Satz
Debra Satz (Nueva York, 1956) es una filósofa estadounidense y Decana de Vernon R. y Lysbeth Warren Anderson de la Facultad de Humanidades y Ciencias de la Universidad de Stanford. Es profesora de ética en la sociedad en Marta Sutton Weeks y profesora de filosofía y ciencias políticas. Imparte cursos de ética, filosofía social y política y filosofía de las ciencias sociales. 
Su investigación se ha centrado en los límites éticos de los mercados, el lugar de la igualdad en la filosofía política, las teorías de la elección racional, la teoría democrática, la filosofía feminista y los problemas de la justicia internacional. Ha publicado en Philosophy and Public Affairs, Ethics, The Journal of Philosophy, y World Bank Economic Review. 
Satz fue nominada en la Clase 2018 de la Academia Americana de Artes y Ciencias.
Satz recibió el Premio Walter J. Gores a la Excelencia en la Enseñanza, el premio a la enseñanza más alto de Stanford, en 2004. Con el premio se citó su "enseñanza extraordinaria que combina un pensamiento riguroso con un compromiso serio en los dilemas morales que enfrenta la humanidad".
También cofundó y enseña en el Programa Hope House Scholars, a través del cual las mujeres encarceladas y los profesores voluntarios examinan la experiencia personal en el contexto de la ética, la filosofía moral y la justicia social.
Obtuvo un doctorado en filosofía del Instituto de Tecnología de Massachusetts y una licenciatura en filosofía del City College de Nueva York.

## Publicaciones
- Why Some Things Should Not Be for Sale: The Limits of Markets [Por qué algunas cosas no deberían estar a la venta: los límites de los mercados], Oxford University Press, 2010.[5]
- Equality in Education and Weighted Student Funding [Igualdad en la educación y financiación ponderada de estudiantes], Education, Finance and Policy, 2008.
- Equality, Adequacy and Education for Citizenship [Igualdad, adecuación y educación para la ciudadanía], Ethics, julio de 2007.
- Countering the Wrongs of the Past: the Role of Compensation [Contrarrestando los errores del pasado: el papel de la compensación], ed. Jon Miller y Rahul Kumar, Reparations: Interdisciplinary Inquiries. Oxford University Press, 2007.
- Liberalism, Economic Freedom and the Limits of Markets [Liberalismo, libertad económica y los límites de los mercados], Social Philosophy and Policy, 2006.
- World Poverty and Human Wrongs [Pobreza mundial y males humanos], Ethics and International Affairs, vol. 19, no. 1, 2005.
- Feminist Perspectives on Reproduction and the Family [Perspectivas feministas sobre la reproducción y la familia], Stanford Encyclopedia of Philosophy, 2004.
- Child Labor: A Normative Perspective [Trabajo infantil: una perspectiva normativa], World Bank Economic Review, 17 (2), 2003.